# Vaux-lès-Mouron
Vaux-lès-Mouron ist eine französische Gemeinde mit 78 Einwohnern (Stand 1. Januar 2022) im Département Ardennes in der Region Grand Est (vor 2016 Champagne-Ardenne). Sie gehört zum Arrondissement Vouziers, zum Kanton Attigny und zum Gemeindeverband Argonne Ardennaise.

## Geografie
Die Gemeinde Vaux-lès-Mouron liegt am Talrand der oberen Aisne, 13 Kilometer südöstlich von Vouziers. Umgeben wird Vaux-lès-Mouron von den Nachbargemeinden Mouron im Norden, Senuc im Osten, Montcheutin im Süden sowie Challerange im Westen.

## Bevölkerungsentwicklung
| Jahr                       | 1962 | 1968 | 1975 | 1982 | 1990 | 1999 | 2006 | 2011 | 2019 |
| Einwohner                  | 133  | 129  | 116  | 97   | 76   | 62   | 77   | 85   | 80   |
| Quellen: Cassini und INSEE |      |      |      |      |      |      |      |      |      |

## Sehenswürdigkeiten

Kirche Saint-Martin

- Kirche Saint-Martin